# Alan Rudolph
Pour les articles homonymes, voir Rudolph.
Alan Rudolph est un réalisateur, scénariste et producteur américain, né le 18 décembre 1943 à Los Angeles (Californie) aux États-Unis.

## Biographie
Fils d'Oscar Rudolph (1911-1991), un acteur et réalisateur de télévision, il amorce sa carrière au cinéma comme l'assistant réalisateur de Robert Altman sur le plateau du film Le Privé (The Long Goodbye), une adaptation, sortie en 1973, du roman noir The Long Goodbye de Raymond Chandler.
Après deux films d'horreur plutôt convenus, il donne une première œuvre plus personnelle avec Bienvenue à Los Angeles (Welcome to L.A.) en 1976. Y apparaissent ses thèmes récurrents : un récit centré sur des personnages isolés et excentriques, dont les difficiles relations affectives font alterner des moments de pure sensibilité romantique et de brusques éclats de fantaisie, voire de grotesque. Scénariste de la quasi-totalité de ses films, il a travaillé à plusieurs reprises avec les acteurs Keith Carradine et Geneviève Bujold ainsi qu'avec le compositeur Mark Isham.
En 1984, Choose Me remporte contre toute attente un vif succès. Ce film est centré sur les relations affectives et sexuelles difficiles, complexes et surprenantes d'une poignée de citadins esseulés et noctambules, mais néanmoins tout à fait charmants, dont une animatrice de radio névrosée (Bujold), une propriétaire de bar et ex-prostituée déboussolée (Lesley Ann Warren) et un homme sans domicile fixe aussi fou que désarmant d'honnêteté (Carradine). Dès lors, le réalisateur peut se permettre des œuvres plus ambitieuses, notamment The Moderns (1988), qui suit un artiste américain (Carradine), expatrié dans le Paris de 1926, qui tente de raviver son amour pour sa femme (Linda Fiorentino), alors qu'il entretient une relation d'affaires malsaine avec un collectionneur d'art joué par John Lone. Rudolph donne une vision très juste des tourments d'un artiste-peintre, d'autant peut-être qu'il s'adonne lui-même à la peinture.
En 1994, Mrs Parker et le cercle vicieux (Mrs. Parker and the Vicious Circle) (1994) est un film biographique sur la romancière des années folles Dorothy Parker, incarnée par Jennifer Jason Leigh. Dans L'Amour... et après (Afterglow), en 1997, Phyllis Mann, une actrice vieillissante, dont le mariage bat de l'aile, rencontre un homme qui vit le même désarroi devant sa jeunesse révolue et son bonheur conjugal évanoui. Le rôle, un autre complexe portrait de femme, vaut à Julie Christie d'être nommée à l'Oscar de la meilleure actrice à la 70e cérémonie des Oscars.

## Filmographie

### Réalisateur
- 1972 : Premonition (en)
- 1974 : Nightmare Circus
- 1976 : Bienvenue à Los Angeles (Welcome to L.A.)
- 1978 : Tu ne m'oublieras pas (Remember My Name)
- 1980 : Roadie
- 1982 : Espèce en voie de disparition (Endangered Species)
- 1983 : Return Engagement (en)
- 1984 : Songwriter
- 1984 : Choose Me
- 1985 : Wanda's Café (Trouble in Mind)
- 1987 : Bienvenue au Paradis (Made in Heaven)
- 1988 : Les Modernes (The Moderns)
- 1990 : L'Amour poursuite (Love at Large)
- 1991 : Pensées mortelles (Mortal Thoughts)
- 1992 : Equinox
- 1994 : Mrs Parker et le cercle vicieux (Mrs. Parker and the Vicious Circle)
- 1997 : L'Amour... et après (Afterglow)
- 1999 : Breakfast of Champions
- 2000 : Trixie
- 2001 : Investigating Sex
- 2002 : The Secret Lives of Dentists
- 2017 : Ray Meets Helen

### Scénariste
- 1972 : Premonition (en)
- 1974 : Nightmare Circus
- 1975 : Alice Cooper: The Nightmare (TV)
- 1975 : Alice Cooper: Welcome to My Nightmare (en)
- 1976 : Buffalo Bill et les Indiens (Buffalo Bill and the Indians, or Sitting Bull's History Lesson)
- 1976 : Bienvenue à Los Angeles (Welcome to L.A.)
- 1978 : Tu ne m'oublieras pas (Remember My Name)
- 1982 : Espèce en voie de disparition
- 1984 : Choose Me
- 1985 : Wanda's Café (Trouble in Mind)
- 1988 : The Moderns
- 1990 : L'Amour poursuite (Love at Large)
- 1992 : Equinox
- 1994 : Mrs Parker et le cercle vicieux (Mrs. Parker and the Vicious Circle)
- 1997 : L'Amour... et après (Afterglow)
- 1999 : Breakfast of Champions
- 2000 : Trixie
- 2001 : Investigating Sex

### Producteur
- 1974 : Nightmare Circus
- 2001 : Investigating Sex
- 2005 : Hello